# Johannes Leidinger
Johannes Leidinger, född 15 april 1987, är en tysk racerförare.

## Racingkarriär
Leidinger började tävla i Division 2 i ADAC PROCAR 2008. Han körde då i en Citroën C2 VTS för Roscher Racing och slutade trettonde i mästerskapet. Han fortsatte i samma klass även 2009, men då för WHEEL Speed, och blev denna gång sjua. Till säsongen 2010 flyttade han upp till Division 1 med Liqui Moly Junior Team Engstler och körde en BMW 320si. Han gjorde en mycket jämn säsong och var på pallen i elva av de sexton racen, av vilka två var segrar. Leidinger tog exakt lika många poäng som sin teamkamrat Roland Hertner, men Hertner tog fler segrar och vann därför titeln i Super 2000-klassen. Under 2011 kommer han att tävla i Liqui Moly Team Engstler, alltså inte juniorteamet, i samma mästerskap.
| År                                               | Klass/Mästerskap                             | Team                            | Bil            | Totalt/poäng | Bästa placering    |
| ------------------------------------------------ | -------------------------------------------- | ------------------------------- | -------------- | ------------ | ------------------ |
| 2008                                             | ADAC PROCAR - Division 2 (PROCAR 1600)       | Roscher Racing                  | Citroën C2 VTS | 13:e/14p     | ?                  |
| 2009                                             | ADAC PROCAR - Division 2 (PROCAR 1600)       | WHEEL Speed                     | Citroën C2 VTS | 7:a/30p      | Fyra fjärdeplatser |
| 2010                                             | ADAC PROCAR - Division 1 (PROCAR Super 2000) | Liqui Moly Junior Team Engstler | BMW 320si      | 2:a/106p     | Två segrar         |
| Senast uppdaterad: 2011-01-30 (5066 dagar sedan) |                                              |                                 |                |              |                    |